# Krivánská Malá Fatra
Krivánská Malá Fatra, či Krivánská Fatra, je část slovenského pohoří a geomorfologický podcelek Malé Fatry, která se rozprostírá na sever od řeky Váh. Velká část Krivánské Malé Fatry (22 630 ha) je od 1. dubna 1988 vyhlášena Národním parkem Malá Fatra, předtím, od roku 1967 na stejném území byla vyhlášena chráněná krajinná oblast.

## Geografie
V Krivánské Malé Fatře se nacházejí nejvyšší vrcholy Malé Fatry – Veľký Kriváň (1708 m) a Malý Kriváň (1671 m), podle kterých byla tato část pohoří pojmenována. Nejznámějším a možná i nejkrásnějším vrcholem Malé Fatry je Veľký Rozsutec (1610 m).

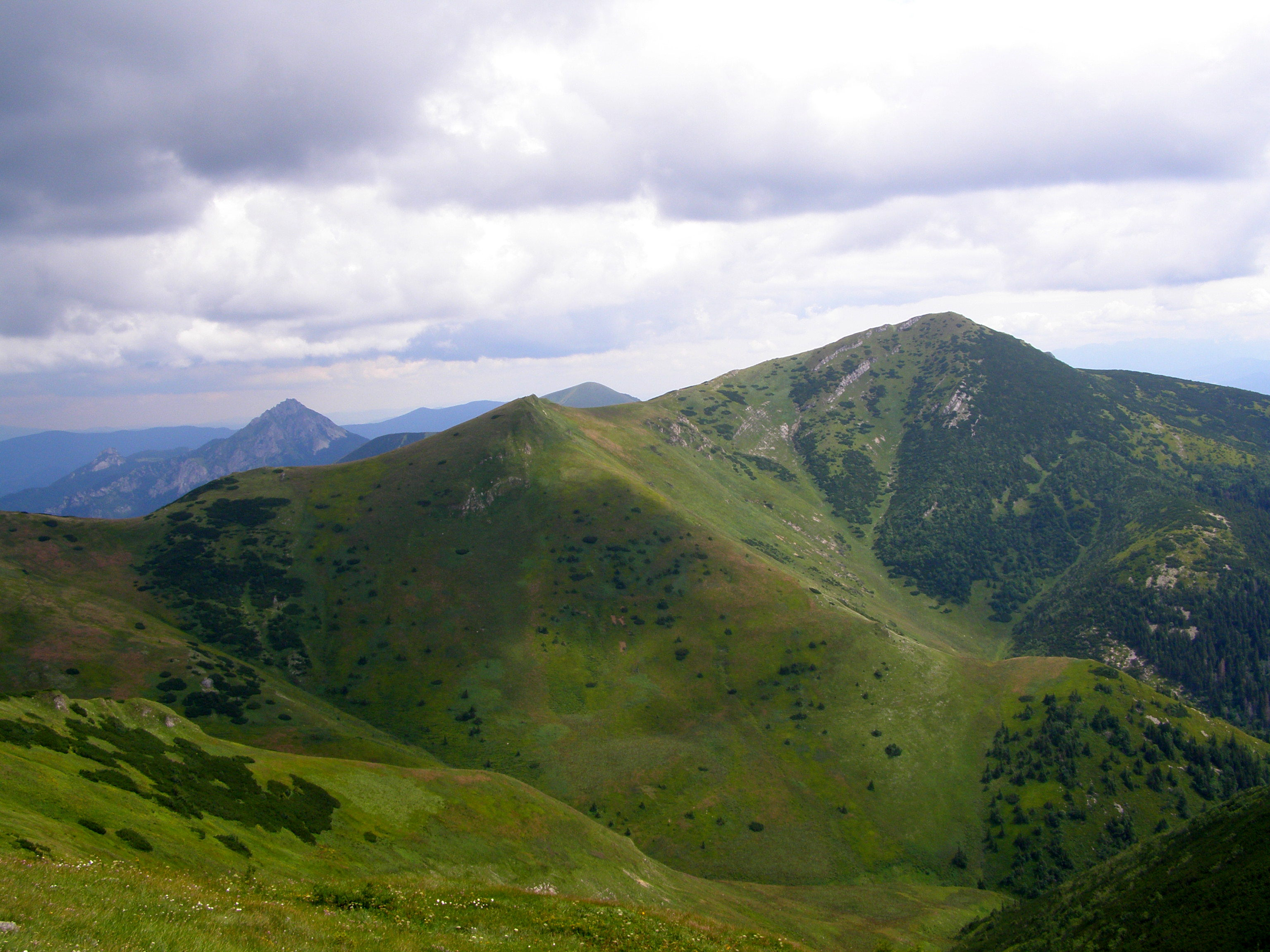
Pekelník (1609 m) a Veľký Kriváň (1709 m)

### Hřeben Krivánské Malé Fatry
Hlavní hřeben Krivánské Malé Fatry se začíná v obci Nezbudská Lúčka u Váhu a pokračuje po červené turistické značce okolo hradní zříceniny Starhradu, dále okolo chaty pod Suchým na vrchol Suchý (1468 m). Odtud hřeben pokračuje přes sedlo Vráta (1462 m) na Stratenec (1513 m), potom přes sedlo Priehyb (1462 m) na Malý Kriváň (1671 m), druhý nejvyšší vrchol Malé Fatry. Sedlem Bublen (1510 m) a vrcholem Pekelníka (1609 m) je Malý Kriváň oddělen od nejvyššího vrcholu pohoří, kterým je Veľký Kriváň (1709 m). Hřeben se dále táhne přes Snilovské sedlo (1524 m) s horní stanicí lanovky na Chleb (1646 m), Hromové (1636 m), Steny, Poludňový grúň (1460 m) do Stohového sedla (1230 m). Odtud pokračuje na výrazný vrchol Stohu (1607 m) a přes sedlo Medziholie (1185 m) na nejkrásnější vrchol - Veľký Rozsutec (1610 m). Hřeben klesá do sedla Medzirozsutce (1225 m) a naposledy stoupá na skalnatý Malý Rozsutec (1344 m). Červená turistická značka na hřebeni pokračuje do obce Zázrivá.

### Národní park
Velkou část Krivánské Malé Fatry tvoří Národní park Malá Fatra (22 630 ha). Oplývá bohatou a zachovalou západokarpatskou přírodou. Pestré geologické složení a značná relativní výška pohoří podmiňuje existenci bohatství flóry a fauny a pestrost forem reliéfu. Krivánská Malá Fatra patří mezi nejvýznamnější slovenské turistické oblasti.

## Geologie
Geologické jádro pohoří tvoří žuly. Hlavní hřeben a severní část pokrývají horniny obalové série chočského a krížňanského příkrovu (vápence, dolomity, křemence, slínité vápence, břidlice, pískovce…). Ve vápenitých horninách vznikly soutěsky, skalní útvary, krasové jevy a rozeklané hřebeny. Tento reliéf kontrastuje s méně členitým povrchem snadněji zvětrávajících hornin. Nejbohatší velmi členitý reliéf vznikl na dolomitech (masiv Rozsutec).

## Vodopis
Povrchovou vodu z několika potoků, vyvěraček a pramenů odvádějí řeky Váh a Orava patřící do úmoří Černého moře.

## Příroda
V Krivánské Malé Fatře žije vícero endemitických druhů fauny a flóry.